# Ford Zeta
Ford Zeta — рядный четырёхцилиндровый бензиновый двигатель внутреннего сгорания, разработанный компанией Ford в 1980-е годы. Производство началось в сентябре 1991 года в Бридженте, в 1992 году в Кёльне и в 1993 году в Чиуауа. Изначально был представлен двигатель объёмом 1,8 л, а позднее — 2,0 л. Последний двигатель был выпущен 10 декабря 2004 года в Бридженте, где было выпущено более 3500000 автомобилей.

## Этапы производства
| Характеристики                                | 1 этап              | 2 этап              | 3 этап                                                    |
| --------------------------------------------- | ------------------- | ------------------- | --------------------------------------------------------- |
| Крышка распредвала                            | Алюминиевая         | Алюминиевая         | Ранее: магниевая с чёрным покрытием; Позднее: пластиковая |
| Клапанный механизм (количество клапанов)      | DOHC (16 клапанов)  | 16 клапанов         | 16 клапанов                                               |
| Поддон                                        | Цельный алюминиевый | Цельный алюминиевый | Две части: алюминий и сталь                               |
| Водяной насос                                 | Над рукояткой       | Над рукояткой       | Смещение к выпускной стороне кривошипа                    |
| Масляный фильтр                               | Наклонён вниз       | Наклонён вниз       | Расположен горизонтально                                  |
| Крышка ремня газораспределительного механизма | Пластиковая         | Пластиковая         | Пластиковая/Алюминиевая                                   |
| Кулачковый механизм                           | Гидравлический      | Гидравлический      | Твёрдый                                                   |

## Места производства
| Сборка            | Рынок            |
| ----------------- | ---------------- |
| Бриджент, Уэльс   | Европа           |
| Кёльн, Германия   | Европа           |
| Валенсия, Испания | Европа           |
| Чиуауа, Мексика   | Северная Америка |
| Чжунли, Тайвань   | Азия             |
| Инёню, Турция     | Разные           |

## 2.0
Диаметр двухлитрового двигателя Zetec составляет 84,8 мм, а ход поршня — 88 мм. Степень сжатия 10,2:1. Мощность варьируется в диапазоне от 97 до 160 кВт (130—215 л. с.), а крутящий момент — от 172 до 310 Н·м.